# اللجنة الثورية (اليمن)

شعار اللجنة الثورية

اللجنة الثورية  أو المجلس الثوري أو اللجان الثورية، هي هيئة تشكلت من قبل حركة أنصار الله(الحوثيين)، في 6 فبراير 2015 عبر بيان الإعلان الدستوري الذي بث في الفضائية اليمنية، بعد سيطرة الحركة على صنعاء وغيرها من محافظات اليمن، وفشل محادثات الخميس بين الحوثيين والتكتلات السياسية الذي كانت تنوي تشكيل حكومة بديلة لهادي وحكومتة، أعطت اللجنة صلاحيات لنفسها لإدارة البلاد، وقالت أنها بصدد تشكيل مجلس وطني مكون من 551 عضواً خلفاً للبرلمان، والذي بدورة سوف يعيين مجلس رئاسي مكون من خمسة أعضاء، لحكم البلاد لمدة عامين.

## أعضاء اللجنة
1. محمد علي الحوثي- رئيس اللجنة[4]
2. سفر الصوفي- عضو.[5]
3. طه أحمد المتوكل- عضو.[5]
4. يوسف الفيشي - عضو.[5]
5. خالد المداني - عضو.[5]
6. محمد محمد المقالح- عضو.[5]
7. محمد أحمد مفتاح- عضو.[5]
8. طلال عبد الكريم عقلان- عضو.[5]
9. صادق عبد الله أبو شوارب- عضو.[5]
10. عبده بشر- عضو.[5]
11. نايف القانص. عضو.[5]
12. ابتسام محمد محمد الحمدي- عضو.[5]
13. علياء فيصل عبد اللطيف الشعبي- عضو.[5]
14. صالح عبد الله صائل- عضو.[5]
15. حمد أحمد الرازحي- مكتب اللجنة.[5]

## ردود الفعل
رفض عدد من الأحزاب شرعية اللجنة، بما في ذلك حزب التجمع اليمني للإصلاح والحراك الجنوبي وجناح الرئيس هادي في حزب المؤتمر الشعبي العام،  وأيد حزب الحق إعلان اللجنة، فيما رفض حزب المؤتمر جناح صالح إقالة البرلمان.